# James A. Bayard senior

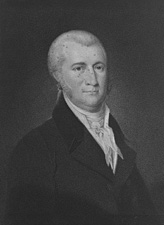
James A. Bayard senior

James Asheton Bayard II (* 28. Juli 1767 in Philadelphia, Province of Pennsylvania; † 6. August 1815 in Wilmington, Delaware) war ein US-amerikanischer Politiker der Föderalistischen Partei. Von 1797 bis 1803 und von 1804 bis 1813 saß er für den US-Bundesstaat Delaware im US-Repräsentantenhaus und im US-Senat.

## Frühes Leben und Familie
Bayard wurde als Sohn von James Asheton Bayard I und Ann Hodge in Pennsylvania geboren. Seine Vorfahren stammten aus den Niederlanden. Nachdem seine Eltern früh starben, zog er zu seinem Onkel John, bei dem er zukünftig lebte. 1784 schloss er sein Jurastudium an der Princeton University ab. 1787 wurde er dann in Delaware als Rechtsanwalt zugelassen. Er eröffnete eine eigene Kanzlei in Wilmington. Er heiratete 1795 Ann Bassett, die Tochter von Richard Bassett. Gemeinsam hatten beide sechs Kinder, darunter James A. Bayard junior und Richard H. Bayard.

## Politische Karriere
1796 wurde Bayard ins US-Repräsentantenhaus gewählt, dem er bis 1803 angehörte. Während seiner Amtszeit spielte er eine wichtige Rolle sowohl bei dem Ausschluss von Senator William Blount als auch bei der Wahl von Thomas Jefferson zum US-Präsidenten. Bei der Präsidentschaftswahl 1800 hatten Jefferson und sein Running Mate Aaron Burr gleich viele Wahlmännerstimmen bekommen. Da vor der Verabschiedung des 12. Verfassungszusatzes Präsident und Vizepräsident in einem Wahlgang gewählt wurden, hatte damit keiner der beiden eine Mehrheit, so dass die Wahl an das Repräsentantenhaus ging, das jeweils eine Stimme pro Staat abgeben musste. In diesem hatten die Föderalisten die Mehrheit, und einige Föderalisten versuchten Burr mit dem Angebot der Präsidentschaft auf ihre Seite zu ziehen. Es kam zu 35 Wahlgängen, in denen jeweils acht Staaten für Jefferson stimmten, sechs für Burr und zwei keine Stimme abgeben konnten, da ihre Abgeordneten jeweils zur Hälfte für einen der Kandidaten stimmten.
Bayard vermittelte schließlich einen Kompromiss. Die föderalistischen Abgeordneten aus Delaware, Vermont, Maryland und South Carolina enthielten sich im 36. Wahlgang der Stimme, so dass zehn Staaten für Jefferson stimmten und dieser gewählt wurde. Aufgrund seiner Haltung bei der Präsidentschaftswahl sowie seiner Kritik an der Amtsführung von Jefferson wurde Bayard 1802 nicht mehr ins House gewählt. 1804 wurde er erneut gewählt, trat sein Mandat jedoch nicht an, da er im November 1804 als Nachfolger des zurückgetretenen William H. Wells in den Bundessenat entsandt wurde. 1805 und 1811 wurde er durch das Parlament von Delaware wiedergewählt. Er blieb bis zu seinem Rücktritt 1813 Senator, sein Nachfolger wurde wiederum William H. Wells.
Bayard hatte wie seine föderalistischen Parteifreunde gegen die Kriegserklärung an Großbritannien gestimmt, die zum Britisch-Amerikanischen Krieg führte. Nach Kriegsausbruch unterstützte er jedoch die Maßnahmen, den Krieg erfolgreich zu führen. 1813 wurde er als einziger Föderalist von Präsident James Madison um Mitglied der Verhandlungsdelegation ernannt, die unter russischer Vermittlung im damals niederländischen Gent einen Friedensvertrag aushandeln sollte. Dieser wurde am 24. Dezember 1814 unterzeichnet und im Februar 1815 ratifiziert. Die Ernennung zum Botschafter der USA in Russland lehnte er ab.

## Tod
Im Sommer 1815 kehrte Bayard aus Europa zurück. Nur 5 Tage nach seiner Rückkehr verstarb er in Wilmington. Er wurde auf dem  Bohemia Manor in Cecil County in maryland beigesetzt. 1842 wurde er gemeinsam mit seinem Schwiegervater auf den Wilmington and Brandywine Cemetery in Wilmington umgebettet.